# Obelisk iz Aksuma
Obelisk iz Aksuma je 24 metara visoka fonolitska stela/obelisk, teška 160 tona, u gradu Aksumu u Etiopiji. Na dnu je ukrašena s dvama lažnim vratima, a ukrasi nalik na prozore nalaze sa svih strana obeliska. Obelisk završava polukružnim vrhom, koji je nekada bio zatvoren metalnim okvirima. 

## Povijest
Obelisk, pravilno nazvan stelom ili, na lokalnim jezicima Tigrinja, amharski i crkveni jezik Ge'ez, hawelt / hawelti (jer nema piramidu na vrhu) - nalazi se u polju stela zajedno s mnogim drugim stelama u gradu Aksumu u današnjoj Etiopiji. Stele su vjerojatno isklesane i podignute tijekom 4. stoljeća od strane subjekata Kraljevine Aksum, drevne etiopske civilizacije. Izgradnja stela u Aksumu bila je vrlo stari običaj (danas je još uvijek moguće vidjeti primitivne, grubo isklesane stele u blizini složenijih „obeliska“), vjerojatno posuđenih iz kušitskog kraljevstva Meroe. Njihova bi funkcija trebala biti "oznake" za grobove koji se nalaze ispod njih. Najveće oznake za grob su one za kraljeve, a ukrašeni su višekatnim lažnim prozorima i lažnim vratima, dok je manje plemstvo imalo manje ukrašene obeliske. Dok samo nekolicina velikih stela još uvijek stoji uspravno, postoje stotine manjih na raznim "poljima stela". Posljednja stela podignuta u Aksumu bila je vjerojatno takozvana Stela kralja Ezana iz 4. stoljeća. 
Kralj Ezana (oko 321. - oko 360), pod utjecajem svog učitelja iz djetinjstva Frumentiuja, uveo je kršćanstvo u Aksum, sprječavajući pogansku praksu postavljanja grobnih stela (čini se da je u podnožju svakog obeliska, zajedno s grobom, bio i žrtveni oltar). 
Tijekom vremena, mnoge od tih stela pale su iz nekoliko razloga: strukturni kolaps (kao što je vjerojatno u slučaju Velike stele, dimenzija 33 m), moguće odmah nakon njihove izgradnje; potresi (Axum je u seizmičkoj zoni ); ili vojnim upadima imama Ahmeda Gragna tijekom etiopsko-adalskog rata od 1529. do 1543. U 19. stoljeću, od tri glavne "kraljevske" stele, samo je Stela kralja Ezana ostala uspravna, što je prikazano u knjizi "Obelis of Axum" Henryja Salta (1780. – 1827.). Salt se vratio u Englesku s kapetanom Thomasom Fremantleom, a dizajn Obeliska iz Aksuma utjecao je na Nelsonov spomenik u Portsdown Hillu, za koji je Fremantle prikupio sredstva.
Krajem 1935., nakon talijanske okupacije, talijanski su vojnici otkrili da je obelisk kralja Ezana iz Axuma pao, slomljen u tri dijela i djelomično zakopan. Stela je u vrijeme otkrića bila jedan od pedesetak obeliska u gradu Axumu. Godine 1937. uzet je kao ratni plijen i preseljen u Italiju. Monolitna stela izrezana je na pet dijelova i prevezena je kamionom lošim i grbavim putem između Aksuma i luke Massawa, u pet putovanja u periodu od dva mjeseca. Stigla je brodom u Napulj (na brodu zvanom Adwa), 27. ožujka 1937. godine. Potom je prevezena u Rim, gdje je obnovljena, ponovno sastavljena i postavljen na trgu Porta Capena ispred Ministarstva za talijansku Afriku (kasnije sjedište Organizacije Ujedinjenih naroda za hranu i poljoprivredu ) i Circus Maximusa. Svečano je otkrivena 28. listopada 1937. u spomen na petnaestu obljetnicu Marša na Rim.
Brončani kip lava plemena Juda, simbol etiopske monarhije, uzet je uz obelisk i izložen ispred željezničke stanice Termini.
Sporazumom u UN-u iz 1947. godine Italija se složila vratiti stelu u Etiopiju, zajedno s drugim opljačkanim komadom, Lavom plemena Juda. Iako je potonji vraćen 1967. nakon posjeta cara Haile Selassie 1961. Italiji, tijekom sljedećih više od 50 godina je vrlo malo poduzeto u svrhu vraćanje stele, dijelom i zbog znatnih tehničkih poteškoća vezanih za njezin prijevoz. 
Pukovnik Mengistu Haile Mariam, koji je svrgnuo cara 1974. godine, zatražio je od talijanske vlade da stelu vrati u Etiopiju. Čini se da je, prema nekim izvorima, postojao dogovor prema kojem bi Italija mogla zadržati stelu u zamjenu za izgradnju bolnice u Addis Abebi (bolnica Svetog Pavla) i za otkazivanje dugova Etiopiji. U svakom slučaju, nakon pada Mengistuova režima, nova etiopska vlada zatražila je povratak stele, što je naišlo na pozitivan odgovor od tadašnjeg predsjednika talijanske republike Oscara Luigija Scalfaroa, u travnju 1997.
Prvi koraci u demontaži građevine poduzeti su u studenom 2003. godine, pod nadzorom Giorgija Crocija, profesora strukturnih problema spomenika i povijesnih građevina na Sveučilištu u Sapienzi u Rimu. Namjera je bila da se stela pošalje u Etiopiju u ožujku 2004. godine, ali je projekt repatrijacije naišao na niz prepreka: Pista na aerodromu Aksum smatrana je prekratkom za teretni avion, čak i za onaj koji bi prevozio samo jednu trećinu stele. Smatralo se da putevi i mostovi između Addis Abebe i Aksuma nisu na razini ovog zadatka; a pristup kroz obližnju eritrejsku luku Massawa - kuda je stela prvotno napustila Afriku - bio je nemoguć zbog zategnutog odnosa odnosa Eritreje i Etiopije.
Zatim je pista U zračnoj luci Aksum posebno nadograđena kako bi se olakšao povratak stele. Rastavljena stela ostala je u skladištu u blizini rimske zračne luke Leonardo Da Vinci, sve do 19. travnja 2005. godine, kada je srednji komad vraćen pomoću Antonova An-124, uz svečani doček u Etiopiji. Ovaj je transport opisan je kao najveći i najteži komad zračnog tereta svih vremena. Drugi dio vraćeno je 22. travnja 2005., dok je posljednji dio vraćen 25. travnja 2005. godine. Operacija je Italiju koštala 7,7 milijuna dolara. Stela je ostala na skladištu, dok je Etiopija planirala kako će je rekonstruirati bez ometanja ostalog drevnog blaga koje se još nalazi u tom području (posebno stele kralja Ezana). Do ožujka 2007. nasuli su se temelji za ponovno podizanje stele u blizini Stele kralja Ezana, ovom prilikom strukturno konsolidirane. Montaža je započela u lipnju 2008. godine, tim je odabrao UNESCO i vodio Giorgio Croci, a spomenik je ponovno postavljen na izvornom mjestu i otkriven 4. rujna 2008.
Kad je 1937. godine ponovno sastavljen u Rimu, umetnute su tri čelične šipke po sekciji. Kada je obelisk pogodila munjatijekom snažne oluje nad Rimom, 27. svibnja 2002., to je prouzročilo "znatnu" štetu. U novoj rekonstrukciji tri su odjeljka učvršćena s ukupno osam šipki od aramidnih vlakana (Kevlar): četiri između prvog i drugog i četiri između drugog i trećeg dijela. Ovakav raspored jamči strukturalnu otpornost tijekom zemljotresa i izbjegava uporabu čelika kako ne bi ponovno napravili stelu magnetom za munje i izbjegli hrđu.
Nekoliko drugih sličnih stela / obeliska postoji u Etiopiji i Eritreji, poput Hawulti u Meteri. Kao i Obelisk iz Aksuma, i ostale stele imaju pravokutnu podlogu s lažnim vratima isklesanim na jednoj strani.

## 3D dokumentiranje s laserskim skeniranjem
Projekt Zamani dokumentira nalazišta kulturne baštine u 3D, temeljene na zemaljskom laserskom skeniranju kako bi stvorili zapis za buduće generacije. 3D dokumentacija dijelova polja stela u Aksumu provedena je 2006. godine. 3D modeli, planovi i slike možete pogledati ovdje

## Galerija
- Obelisk u Axumu 1805. godine
- Ulaz isklesan iz kamena
- Slomljeni ostaci Velike stele
- Pogrebne odaje kraljeva
- Obelisci iz Aksuma